# Stanislao Vincenzo Tomba
Stanislao Vincenzo Tomba (Bologna, 17 aprile 1782 – Camerino, 5 febbraio 1847) è stato un arcivescovo cattolico italiano.

## Biografia
Stanislao Vincenzo Tomba nacque a Bologna il 17 aprile 1782.
Entrò nell'ordine dei Chierici regolari di San Paolo.
Papa Gregorio XVI lo nominò vescovo titolare di Rodiapoli, in partibus infidelium, il 17 dicembre 1832. Pochi giorni dopo, il 23 dello stesso mese, venne consacrato dal cardinale Luigi Lambruschini, B.
Il 1º febbraio 1836 fu nominato vescovo di Forlì.
Il 21 aprile 1845 fu promosso arcivescovo di Camerino ed amministratore perpetuo di Treia.
Morì il 5 febbraio 1847.

## Opere
- Allocuzione fatta da sua eccellenza reverendissima monsignor Vincenzo Stanislao Tomba..., Bordandini, Forlì 1836.

## Genealogia episcopale
La genealogia episcopale è:
- Cardinale Scipione Rebiba
- Cardinale Giulio Antonio Santori
- Cardinale Girolamo Bernerio, O.P.
- Arcivescovo Galeazzo Sanvitale
- Cardinale Ludovico Ludovisi
- Cardinale Luigi Caetani
- Cardinale Ulderico Carpegna
- Cardinale Paluzzo Paluzzi Altieri degli Albertoni
- Papa Benedetto XIII
- Papa Benedetto XIV
- Papa Clemente XIII
- Cardinale Marcantonio Colonna
- Cardinale Giacinto Sigismondo Gerdil, B.
- Cardinale Giulio Maria della Somaglia
- Cardinale Luigi Lambruschini, B.
- Arcivescovo Stanislao Vincenzo Tomba, B.